# 广东滨海旅游公路
广东滨海旅游公路是一条连接广东省沿海各市县，东北——西南向的旅游公路，大体沿海岸线敷设，东起广东省潮州市饶平县大埕镇粤闽界， 终于湛江市廉江市高桥镇粤桂界，连接14个滨海城市，主线和支线总里程约1875公里，主线按照高等普通公路标准建设，并按路段特色，分为旅游观光段、城市海滨段、 美丽乡村段、生态过渡段，规划总长度为世界第一。

## 概况
该公路规划主线长约1570公里；另设连接重要沿海海岛（半岛）并纳入省道规划的支线约305公里，计划除设车行公路外，规划敷设与车行道并线或分离设置的慢行系统，以供休闲性骑行、徒步、观光等。由东往西经潮州、汕头、揭阳、汕尾、惠州、深圳、东莞、广州、 中山、珠海、江门、阳江、茂名、湛江，连接164个乡镇（街道）、15个产业园区，20个新区；并计划结合各路段特征进行分段，设有旅游观光段703公里、城市海滨段430公里、 美丽乡村段243公里、生态过渡段194公里；并敷设305公里旅游观光段支线
。串接7个滨海旅游组团，辐射72个A级以上滨海旅游景区，5A级景区4个、4A级景区24个。
广东称其“滨海旅游资源极具特色、禀赋优良、潜力巨大”，需建设全线贯通、功能完备的沿海道路以“补齐发展短板，注入发展活力”，完善粤东、粤西沿海城市群普通公路网，以补齐原沿海旅游短板，促进旅游经济，发展沿海经济带，串联滨海地区景区等滨海旅游资源。并带动沿海特色与乡村建设，促进沿海环境保护工作。
| 城市   | 主线里程           | 支线里程          |
| ------ | ------------------ | ----------------- |
| 潮州市 | 41.3（25.7英里）   | 9.1（5.7英里）    |
| 汕头市 | 约76.2（47.3英里） | 76（47英里）      |
| 揭阳市 | 约52.5（32.6英里） |                   |
| 汕尾市 | 181.8（113.0英里） | 8.5（5.3英里）    |
| 惠州市 | 104.7（65.1英里）  |                   |
| 深圳市 | 104.9（65.2英里）  | 25.9（16.1英里）  |
| 东莞市 | 19.8（12.3英里）   |                   |
| 广州市 | 23.9（14.9英里）   |                   |
| 中山市 | 27.3（17.0英里）   |                   |
| 珠海市 | 129.7（80.6英里）  | 7.1（4.4英里）    |
| 江门市 | 178.3（110.8英里） |                   |
| 阳江市 | 116.5（72.4英里）  | 60.5（37.6英里）  |
| 茂名市 | 63.1（39.2英里）   |                   |
| 湛江市 | 449.9（279.6英里） | 117.5（73.0英里） |

## 历程
广东省交通运输厅于2018年3月制定《广东滨海旅游公路规划》，决定修建广东滨海旅游公路，以期促进沿海旅游经济发展，并决定将茂名、阳江、汕头等地市路段工程作为示范先行建设。
2019年11月30日，茂名先行段开工活动在滨海新区博贺新港区举行，茂名先行段正式开工建设。2020年6月，阳江海陵大堤至溪头段动工建设。2020年12月底，阳江山外东至海陵大堤先行段开工建设。2021年12月28日上午，阳江雅韶至山外东段工程举行动工仪式，开始动工建设。2022年，澄饶快速路一期工程发布招标公告，2022年8月15日，茂名电白先行段正式竣工通车。2022年12月30日，阳江山外东至海陵大堤段竣工通车。2023年3月，湛江雷州乌石至企水段项目先行段（一期）一标段路线动工建设。2023年3月28日，澄饶快速路一期公示环境影响报告书发布。2024年12月26日15时，阳江海陵大堤至溪头段竣工通车。

### 建成通车部分

#### 阳江段（山外东——溪头段）
阳江公路（山外东——溪头段），标识亦见于西部沿海高速阳江南线，分为两段敷设而成，先行山外东至海陵大堤段，全长11.8公里，起点为阳江市江城区埠场镇金平路口，沿江城区和高新区沿海地区西行连接兴阳线，总投资15.2亿元。
海陵大堤至溪头段（含阳江港特大桥），全长23.928公里（其中阳江港大桥长4.77公里），起于阳江高新区平冈镇，跨越阳阳铁路、540省道，设阳江港大桥，结束于溪头镇与278省道平交，总耗资超36亿元，阳江市区至阳西溪头可缩短60分钟车程，减少绕行80公里。

#### 茂名段（电白先行段）
路段全长18.65公里，起于茂名市环城东路水东湾大桥入口，共建有水东湾大桥、清福港大桥、博贺湾大桥三座跨海桥梁。路线起于环城东路与水东湾大桥方向路段交叉口为起点向南延伸至三仓村地域，继续向青福边防派出所方向布设抵清福港大桥，继续沿西葛海滩敷设后转向东，途经浪漫海滩后连接博贺湾大桥终止。
建设时将沿西葛滨海路段与景点相结合，命名为西葛驿站。路段可连接连接放鸡岛旅游度假区、浪漫海岸、中国第一滩、南海旅游岛等景点，预算总投资18.987亿元。

### 正在建设部分

#### 阳江段（雅韶——山外东段）
阳江公路（雅韶——山外东段）全长9.9公里，承载主线的北津港特大桥总长4.1公里。起点阳东区雅韶镇，向西敷设并跨北津港航道，达西端江城区山外东结束；东部可顺延西部沿海高速，西端可连接该公路山外东—溪头段，计划2026年5月完工通车。

#### 汕头段（部分）澄饶快速路一期
为南北走向道路，亦称作中阳大道北延段，全长2.2公里，起于中阳大道北端终点，终于永合连接线与金鸿公路连接，计划于2023年3月动工，2025年底全线通车，估算总投资7.58亿元。

#### 湛江雷州乌石至企水段
全段为南北走向道路，沿雷州西海岸一路敷设，先行（一期）一标段长3公里，起于湛徐高速公路乌石支线连接线，终于向党村北侧，首段建设已基本完成，预计2025年4月底通车，耗资1.2亿元。后则继续向南延伸至企水镇北侧与省道S373交叉处，估算投资29.04亿元，延伸工程计划于2026年12月完工，可连接乌石天成台旅游区、海康古港、赤豆寮岛、娘子墩等景区。

## 落实问题
广东省民盟曾提出，该道路建设存在可行性问题。规划未落实，各地市未将公路线位纳入国土空间规划，路线走向不明确。部分优质海滩资源被地方项目或房地产商占用，公路线位被迫绕行且用地指标难落实；公路涉及多地，政策尚未明确。基本农田、林地、占海等指标难协调；且资金补助缺乏依据，该公路设计为公益性非收费项目，投资及建设模式未明确，资金补助仅参照国省道政策，地方财力有限，省级资金尚未到位，资金缺口大，积极性较低；公路总里程1875公里，划分14段建设，缺乏统一道路编码，不利于识别和出行。

## 外部連結
- 维基共享资源上的相關多媒體資源：广东滨海旅游公路